# Harbon
Harbon é uma aldeia no distrito de Ambala, no estado indiano de Haryana. Tinha uma população de 1 147 habitantes em 2011. Na região, os habitantes também falam outras línguas nativas indo-arias como haryanvi e punjabi.